# Paul Grossin
Pour les articles homonymes, voir Grossin.
Paul Joseph Roger Grossin, né le 1er janvier 1901 à Oran et mort le 24 janvier 1990 à Paris 4e, est un officier qui finit sa carrière avec le grade de général d'armée.
De 1957 à 1962 – pendant la Guerre d'Algérie – il dirigea les services secrets français, le Service de documentation extérieure et de contre-espionnage (SDECE).

## Enfance et débuts dans l’Armée
Paul Grossin naît à Oran le 1er janvier 1901. Au gré des affectations de son père, officier d'infanterie, il passe sa jeunesse à Oran, puis – après un bref séjour de deux ans en métropole à Auxerre – à Casablanca. Après la Première Guerre mondiale, il poursuit sa scolarité au lycée Chaptal à Paris, où il passe un bac ès sciences.
Il fait son service militaire pendant deux ans au Maroc dans le Génie, puis se rengage pour deux années supplémentaires avant de réussir en 1925 le concours d'entrée de l'École militaire du Génie, à Versailles. Il en sort comme officier d’active en 1927 et est affecté quelques années dans les troupes d’occupation en Allemagne, avant de retrouver le Maroc en 1930 pour une affectation à la frontière algéro-marocaine.
Nommé capitaine en 1932, il est affecté à Versailles puis à Paris. Il est nommé chef de bataillon en 1939, juste avant le début de la guerre.

## Seconde Guerre mondiale

### La bataille de France
Pendant la drôle de guerre, de septembre 1939 à mai 1940, le commandant Grossin est affecté à l'état-major de la Ve Armée. Cette armée est située initialement en Alsace, à Wangenbourg et commandée par le général Bourret. Le chef d’état major est le général de Lattre, que Grossin apprécie. Le commandant (par intérim) des chars est le colonel de Gaulle (celui-ci, déjà connu dans les milieux militaires comme théoricien de la force mécanique et auteur de l'ouvrage Vers l'armée de métier puis de La France et son armée, prendra en avril 1940 le commandement de la 4e division cuirassée de réserve). Les deux hommes font connaissance, car Grossin fournit à de Gaulle le carburant dont ce dernier a besoin pour l'entraînement de ses chars.
En mai 1940, l'avancée allemande est rapide, après la percée des lignes françaises à Sedan. Grossin est fait prisonnier fin juin 1940 dans les Vosges. En août de la même année, il parvient à s’évader d’Allemagne, et rejoint Alger.

### Résistance et Forces françaises libres
Il intègre en novembre le 19e régiment du génie, de l’Armée d’Afrique, à Hussein-Dey.
Le 14 janvier 1941, il épouse Hélène Rieffel (1913-1991), fonctionnaire au ministère de l’agriculture. Il participe avec sa femme à la création d'un mouvement de résistance affilié à Combat, avec notamment Louis Joxe, les professeurs René Capitant et Paul Coste-Floret, et le colonel Paul Tubert. Ce groupe est plutôt orienté vers l'action politique, avec la diffusion d'un journal, et de tracts, que vers le coup de main. Cet engagement et son appartenance à la franc-maçonnerie lui valent d’être rayé des cadres de l’armée par le gouvernement de Vichy en décembre 1941.
Au sein de la résistance, il prépare alors le débarquement allié en Algérie, l'opération Torch. Le 8 novembre 1942, les alliés sont à Alger et neutralisent, avec l’appui des résistants français, dont les membres du réseau Combat, les forces armées vichystes commandées par l’amiral Darlan et le général Juin.
Grossin intègre alors les Forces françaises libres (1re DFL) en Afrique du Nord, et y est nommé lieutenant-colonel. Avec de Lattre, qui a rejoint Alger en 1943, ils préparent le débarquement de Provence en août 1944, et la campagne de France jusqu’à la victoire.

## Au sein des cercles du pouvoir de la Quatrième République
Entre-temps, Grossin, qui a été nommé colonel, est rentré en métropole en septembre 1944. Il y est successivement en 1945-1946 chef adjoint du cabinet militaire du ministre de la Guerre, le gaulliste André Diethelm, chef du cabinet militaire du général de Gaulle, alors président du Gouvernement provisoire de la République française (c’est l’époque à laquelle il est nommé général de brigade), commandant militaire du palais de l’Assemblée nationale puis chef du cabinet militaire du sous-secrétaire d’État à la Guerre. C’est aussi à ce moment qu’il s’inscrit au parti socialiste (SFIO), ce dont il ne fait pas mystère, pas plus que de son appartenance à la franc-maçonnerie (il est dans une loge du Grand Orient de France). Ces réseaux n’ont sans doute pas peu joué quand en janvier 1947, le président Vincent Auriol, fraîchement élu, l’appelle comme secrétaire général militaire de l’Élysée, où il va rester pendant toute la durée du septennat.
À ce poste de confiance, il est aux premières loges pour tout ce qui touche aux questions militaires : il aura notamment à gérer la question du réarmement français après la guerre, et surtout la guerre d’Indochine entre 1946 et 1954.
Après le départ du président Auriol, il passe quelque temps en 1954 comme inspecteur général adjoint du Génie, avant d’être nommé en 1955 commandant de la IXe région militaire à Marseille. Il représente la France au mariage du prince Rainier de Monaco et de Grace Kelly, le 19 avril 1956… en compagnie de François Mitterrand, ministre d’État et garde des sceaux. Mais il s’ennuie à ce poste, aussi est-il parallèlement chargé de mission auprès du gouvernement de Guy Mollet, alors président du Conseil, pour des sujets relatifs à l’actualité militaire, comme la guerre d’Algérie, commencée depuis novembre 1954, ou encore la crise du canal de Suez en octobre 1956, qui déconsidère durablement la France et le Royaume-Uni obligés de céder  à la double pression américaine et soviétique.

## Patron des services secrets

### Réorganisation des services
Alors qu'il a atteint le sommet de la hiérarchie militaire avec sa nomination comme général d'armée en décembre 1956, c’est en septembre 1957 que le président du Conseil, Maurice Bourgès-Maunoury, le nomme directeur général du Service de documentation extérieure et de contre-espionnage, soit le service de renseignement extérieur.
À ce poste, il va être unanimement reconnu comme un grand patron, et respecté par tous, ses collaborateurs et ses pairs, (Allen Dulles, directeur de la CIA, l’appréciait notamment beaucoup). Serviteur de l’État avant tout, son habileté politique est grande, servie par son expérience à l’Élysée et sa connaissance des réseaux d’influence, socialistes et francs-maçons. Énergique et d’une humeur toujours égale, c’est un personnage volontiers truculent et rabelaisien, qui marque tous ceux qui l’approchent. Son premier travail va consister à réorganiser les services pour les replacer sous la dépendance de la seule présidence du Conseil… tâche difficile en cette période trouble de la fin de la IVe République.
En mai 1958, l’insurrection à Alger provoque le retour au pouvoir du général de Gaulle, d’abord comme dernier président du Conseil de la IVème République, puis comme premier président de la Ve République. Le SDECE garde sa neutralité et s’adapte à l’alternance, sans doute facilitée par le fait que de Gaulle et Grossin se connaissent depuis 1939. De Gaulle va d’ailleurs très vite s’intéresser aux services de renseignement et va souhaiter les voir plus puissants pour mieux les utiliser dans sa politique extérieure, mais aussi intérieure. Michel Debré, premier ministre à partir de janvier 1959, va utiliser son conseiller chargé des questions de sécurité, Constantin Melnik, pour assurer l’interface avec le général Grossin et son  service. Pendant trois ans, les sujets de travail vont être nombreux. 
La réorganisation du SDECE se poursuit, que ce soit par l’attention particulière portée sur le recrutement et la formation (il échouera néanmoins dans son souhait de création d’une école de renseignement), dans la remilitarisation du service qui comporte trop de civils (sur environ 1700 agents, la proportion de civils s’inversera, passant de 60 % à 40 %), ou encore dans la coopération avec des cadres civils ou des hauts fonctionnaires, ou enfin avec la clarification des différentes entités des services, et de leurs rôles : service de renseignement (SR), contre-espionnage (CE) et service action (SA) avec le 11e Bataillon de parachutistes de choc (le 11e Choc).

### Guerre froide et décolonisation
La guerre froide bat son plein et l’affrontement entre les deux blocs se durcit. La lutte anti-communiste passe aussi par le soutien de l’Église du silence dans les pays de l’Est (Pologne notamment) auquel le SDECE va se trouver mêlé. À cette occasion et en contrepartie, la France va utiliser les réseaux d’influence du Vatican, particulièrement à l’ONU, pour l’aider dans sa politique de décolonisation progressive ou encore dans son rapprochement avec l’Allemagne de l'Ouest, qui va triompher dans la solennelle réconciliation entre de Gaulle et Adenauer. Le SDECE utilise les services de Jean Violet, avocat d'affaires, ainsi que ceux du père Dubois, dominicain, tous deux très introduits au Vatican et proches du cardinal Eugène Tisserant. Le général Grossin est membre d’une association confidentielle, Sint Unum, à laquelle adhère son homologue allemand, le général Reinhard Gehlen. Tous ces services rendus lui vaudront d’ailleurs d’être décoré par le pape Jean-Paul II en personne au début de son pontificat.
La décolonisation occupe aussi beaucoup le SDECE. Que ce soit en Guinée où Ahmed Sékou Touré se positionne comme le chef de l’indépendance africaine et où le général Grossin s’implique personnellement dans une opération de déstabilisation financière du jeune pays en l’inondant de fausse monnaie ou au Cameroun où le SDECE fait assassiner le chef des rebelles hostiles à l’influence de l’ancien colonisateur, Félix-Roland Moumié. Dans une quinzaine de pays africains, des postes de liaison et de renseignement sont créés par Maurice Robert, responsable de la cellule Afrique du SDECE et ils contribueront puissamment au maintien des liens privilégiés avec la France. Le SDECE y joue un rôle de premier plan et chaque semaine, le général Grossin fait le point avec Jacques Foccart, secrétaire général chargé des affaires africaines et malgaches.

### Guerre d’Algérie
Mais le principal sujet de préoccupation va être la guerre d’Algérie. Porté au pouvoir par la crise algérienne, de Gaulle va peu à peu mettre en œuvre sa politique d’indépendance, non sans mal et sans drame. Il faut d’abord poursuivre la lutte contre le FLN algérien, en Algérie comme en métropole. Le trafic d’armes qui alimente le FLN est particulièrement visé et les porteurs de valise sont traqués… parfois éliminés physiquement ! Pour couvrir ces opérations « homos » (c’est-à-dire homicides), une organisation terroriste fictive est créée par le SDECE, la « Main rouge », qui revendique les attentats perpétrés, y compris à l’étranger (Allemagne, Suisse et Belgique notamment). Le général Grossin s’opposera cependant toujours à tuer des citoyens français : c’est ainsi qu’il aurait refusé d’éliminer l’avocat Jacques Vergès, activiste pro-FLN que le pouvoir aurait voulu voir disparaître,.
Les intentions de De Gaulle se précisant, l’OAS fait son apparition à partir de janvier 1961. C’est aussi l’année du putsch des généraux en Algérie, fin avril 1961 : Grossin et le SDECE fournissent au gouvernement les informations montrant que la rébellion est insuffisamment préparée et qui mettent en exergue la faiblesse des moyens dont disposent les putschistes (dont les communications sont interceptées et retranscrites). La lutte contre l’OAS va en revanche être beaucoup plus mollement soutenue par Grossin, qui compte beaucoup de connaissances parmi les officiers ayant basculé dans l’illégalité. Bien que les faits soient controversés et difficiles à cerner, il semble qu’une aide officieuse et discrète ait été apportée à certains soldats perdus de l’OAS, par exemple le colonel Antoine Argoud que le SDECE aurait aidé à quitter l’Algérie après le putsch d’avril. À l’inverse, le SDECE aurait lutté contre les barbouzes de De Gaulle, de Pierre Lemarchand et de Roger Frey (ministre de l’Intérieur) : alors qu’une perquisition était menée par la direction de la  PJ de la Préfecture de Police au siège des services secrets – une première dans leur histoire – pour rechercher certains documents qui auraient pu compromettre le SDECE dans son rôle, le général Grossin y assista en grand uniforme pour montrer sa réprobation face à cet acte contraire à toute tradition.

## Retraite
En janvier 1962, le général Grossin est débarqué de son poste, contre l’avis de Michel Debré et de Constantin Melnik, qui se retrouvent un peu plus isolés face au problème algérien (le gouvernement Debré ne se prolongera d’ailleurs que de quelques mois, jusqu’en avril). De Gaulle avait besoin d’hommes sûrs pour terminer ce qu’il avait commencé (les accords d’Évian seront signés en mars et l’indépendance algérienne proclamée en juillet) : la direction du SDECE est alors confiée au général Paul Jacquier, proche de Jacques Foccart. Le journal Le Monde daté du 31 janvier 1962 annonce  le départ du général Grossin en première page, en dessous d'un autre article consacré à l'évolution des pourparlers avec le FLN. Ce journal rappelle simplement que le général atteint en ce même mois de janvier sa limite d'âge de service actif, dans l'armée de terre. 
Le général Grossin se voit confier des mandats de président ou d’administrateur de diverses sociétés publiques, principalement dans le secteur des travaux publics, sans doute en raison de sa formation initiale d’officier du Génie. Parmi ces mandats, il faut relever la présidence de l’autoroute Esterel – Côte d’Azur (1963-1974), et les postes d’administrateur de Scétauroute (bureau d’études de génie civil) et du fonds d’investissement Sequana. Un de ses derniers rôles est sans doute celui d’administrateur de la société IOMIC, liée au scandale des « avions renifleurs » sous le septennat de Giscard d’Estaing en 1976-1977 et auquel était lié Maître Violet.
Retiré à Neuilly-sur-Seine, le général Grossin meurt le 24 janvier 1990, âgé de 89 ans, alors qu’il était hospitalisé à l’Hôtel-Dieu de Paris. Ses obsèques sont célébrées en grande pompe aux Invalides, au cours d’une cérémonie religieuse à laquelle participent le ministre de la défense, le grand chancelier de la Légion d’honneur, le gouverneur militaire de Paris et de nombreux autres officiers généraux.

## Distinctions
- Grand-croix de la Légion d’honneur
- Médaillé de la Résistance
- Officier de nombreux ordres étrangers